# 呢個校園選乜鬼
《呢個校園選乜鬼》（英語：Election）是一部1999年上映的美國喜劇電影，由亞歷山大·佩恩執導，麗絲·韋花絲潘、馬修·波特歷等主演，故事改編自湯姆·佩羅塔1998年的同名小說。

## 劇情大綱
故事發生在卡佛高中，崔絲·佛力克是校園的「好學生」，她成績優異、才華洋溢且積極參與各項事務，並且是學生會長的唯一參選人，明確地朝著成功邁進。她與教師大衛有了師生戀情，在戀情曝光後，大衛失去了教職並與其妻琳達離婚。大衛的好友，倫理與道德課的教師麥考瑟對此心有不甘，他知道以崔絲的性格和能力，將來必定有大成就，但她是個會為了更上層樓而利用他人的人，便決定阻止崔絲。麥考瑟找來在校內有高人氣的美式足球隊學生保羅參選，但保羅空有人氣，沒有政治實力。保羅的妹妹泰咪因為女友麗莎被哥哥搶走，憤而參加選舉。此外，麗莎是保羅的助選員。
三位會長參選人輪流發表演說，崔絲對政見侃侃而談，但演說過程中遭到部分學生嘻笑；保羅空有人氣，但沒有政治能力，他的演說全程都在低頭念稿；泰咪上場前被很多人訕笑，她在演說中大肆批評選舉制度，聲稱高中學生會長選舉只不過是為了幫助當選者在未來進入比較好的大學，並揚言自己當選後會解散學生自治會，此話一出，全場歡呼。校方認為泰咪在惹麻煩，罰她停學三天。
在從事編輯畢業紀念冊的工作時，崔絲注意到自己的競選海報沒有黏好，她嘗試把它黏好卻不小心毀了整張海報，於是她憤而撕毀保羅的海報，海報的破片被麗莎發現，但她沒有看到犯案者。麥考瑟質疑兇手是崔絲，他以大衛的事蹟舉例，批評崔絲不該將自己的成功建立在犧牲他人之上，但崔絲認為麥考瑟是無端指控，並強調自己的母親在律師事務所工作。泰咪向麥考瑟表示自己是破壞海報的元兇，因此遭到學校退學，泰咪並被父母安排就讀一所私立女子學校，這讓她暗中竊喜。
選舉前一天，麥考瑟到琳達的家裡修水管，兩人隨後激情擁吻，並相約當日下午到賓館享雲雨之歡。但琳達並未出現，麥考瑟因為眼睛被蜜蜂叮到而過敏，兩人的婚外情也東窗事發。選舉當日，崔絲以一票之差險勝獲勝，而之所以有這一票之差，是因為保羅認為投票給自己是不正當的。麥考瑟在計票時，注意到崔絲在走廊上雀躍狂歡（因為有位計票員先行洩露了結果），他為了阻止崔絲，私藏兩張投給崔絲的選票，讓保羅當選會長。這兩張選票後來被發現，麥考瑟被迫辭職，而他也因為婚外情，與妻子離婚。
崔絲和保羅都上了大學，泰咪在新學校教了新的女友。麥考瑟到紐約尋找事業第二春，成為美國自然史博物館的導遊，只和崔絲再見過一次面，當時的崔絲和某個男性政治家一起搭上了一輛豪華轎車，麥考瑟對此感到厭惡，憤而把手上的飲料丟向那輛車。

## 主要角色
- 麗絲·韋花絲潘 飾 Tracy Enid Flick

崔絲是一名聪明、果断以及充满权力欲望的女高中生，她是该小说及其同名改编电影中的主要角色。她在劇中致力于赢得校园學生會長的激烈竞选，期间她利用各种手段干预和操纵了选情。
- 馬修·波特歷 飾 Jim McAllister
- 克里斯·克莱因 飾 Paul Metzler
- Jessica Campbell（英语：Jessica Campbell） 飾 Tammy Metzler
- Phil Reeves（英语：Phil Reeves） 飾 Walt Hendricks
- Molly Hagan（英语：Molly Hagan） 飾 Diane McAllister
- Colleen Camp（英语：Colleen Camp） 飾 Judith Flick
- 尼古拉斯·達格斯托 飾 Larry Fouch
- 馬克·哈雷利克 飾 Dave Novotny
- Delaney Driscoll 飾 Linda Novotny
- Frankie Ingrassia（英语：Frankie Ingrassia） 飾 Lisa Flanagan

## 人物設計
崔絲在影片中被塑造為一名典型的高中三年级的优等生，她有着聪明的头脑和过人的手腕，在学校的各种活动中她都致力于拔得头筹，而她最为期待的是在接下来的学生会长选举中顺利当选。作品中的崔絲总是衣着得体，她擅长用阳光、优雅的外表来掩饰自己火爆的脾气。她在剧中所表现出的辩才、野心和歇斯底里的强硬作风令观众印象深刻。崔絲这一角色逐渐成为了一种现象级文化，因为她充满活力、专注的个性，以及在同龄人中“高人一等”的优越感使她与许多现实生活中的公众人物产生了共通点，尤其是希拉里·克林顿等女性政治人物。
麗絲·韋花絲潘在劇中饰演女主角崔絲，她的表演受到评论家的广泛好评，并获得了多个奖项和提名，其中包括金球奖提名。韋花絲潘为了扮演角色而练习了一种独特的语音腔调，她的说话方式结合了刺耳的语调和清脆的美国中西部口音，她还通过收紧面部肌肉并保持快捷的步行速度以求更好地贴近人物性格。韋花絲潘对于崔絲的出色演绎也导致她在那之后的一年里都无法找到合适的工作，她在访谈中说：“人们在我与崔絲之间产生了认知混淆，他们认为我就是一个疯狂、愤怒、控制欲强的奇怪女孩。”

### 所获奖项
麗絲·韋花絲潘凭借在电影中的精彩表现亦使她获得了如下荣誉：
| 奖项                   | 标题                                    | 结果 |
| ---------------------- | --------------------------------------- | ---- |
| 美国喜剧奖             | 最有趣女演员 (主角)                     | 提名 |
| 芝加哥影评人协会奖     | 最佳女主角                              | 提名 |
| 金球奖                 | 最佳音乐及喜剧类电影女主角              | 提名 |
| 独立精神奖             | 最佳女主角                              | 提名 |
| 堪萨斯城影评人协会奖   | 最佳女主角                              | 獲獎 |
| 拉斯维加斯影评人协会奖 | 最佳女主角                              | 提名 |
| 国家影评人协会奖       | 最佳女主角                              | 獲獎 |
| 在线影评人协会奖       | 最佳女主角                              | 獲獎 |
| 卫星奖                 | 最佳女主角 (包括先前戏剧、音乐和喜剧奖) | 提名 |
| 东南影评人协会奖       | 最佳女主角                              | 提名 |
| 青少年选择奖           | 选择奖最佳喜剧片女演员                  | 提名 |

## 各界評價
《呢個校園選乜鬼》的崔絲·佛力克被選入2007年音乐电视网的“我们最喜欢的10个电影中的高中生”名单（作为“令人讨厌的成绩优异者”而入选）。2008年《纽约每日新闻》将她评为“查理·巴特利特之前的语速最快的高中生”，同时也被E!列入“最令人毛骨悚然的9位电影反派角色”榜单。美国电视作家丹·哈蒙在他的播客中声称，崔絲也是《废柴联盟》中安妮·爱迪生（爱丽森·布里饰演）这一角色的创作来源。